# Скворцов, Владислав Юрьевич
Владислав Юрьевич Скворцов (укр. Владислав Юрійович Скворцов, позывной — Скворец; 29 июля 1996, Левенцовка — 20 апреля 2022, Новая Дмитровка) — украинский военнослужащий, старший лейтенант, участник российско-украинской войны. Герой Украины (8 июля 2023, посмертно).

## Биография
Родился 29 июля 1996 года в селе Левенцовка Новомосковского района Днепропетровской области. С юных лет проявлял активную гражданскую позицию и стремление служить родине.
Владислав окончил Днепровский национальный университет имени Олеся Гончара, получив степень магистра политологии. До начала полномасштабной войны работал в коммунальном предприятии «Патриот» Днепровского городского совета, активно занимался национально-патриотическим воспитанием молодежи региона.
В 2014 году, в возрасте 18 лет, Владислав добровольно пришел в военкомат, желая участвовать в АТО. После отказа он присоединился к киевской организации, готовившей добровольцев для батальонов, и вскоре стал бойцом подразделения «Шахтёрск».
С 2014 по 2019 год участвовал в боях за Пески, Красногоровку, Марьинку, Иловайск, Славянск, Водяное и Широкино. В 2017 году окончил военную кафедру «Днепровской политехники» и стал офицером Вооружённых сил Украины.
С началом полномасштабной агрессии России в 2022 году служил в составе 93-й отдельной механизированной бригады «Холодный Яр», командуя ротой. Участвовал в боях за Сумскую и Харьковскую области, в частности за Ахтырку, Тростянец и Изюм.
20 апреля 2022 года Владислав Скворцов погиб в бою возле села Новая Дмитровка Изюмского района Харьковской области. Он был похоронен 27 апреля 2022 года на Краснопольском кладбище в Днепре.

## Награды
- Звание «Герой Украины» с удостоением ордена «Золотая Звезда» (8 июля 2023, посмертно) — за личное мужество и героизм, проявленные в защите государственного суверенитета и территориальной целостности Украины, верность военной присяге[3].
- Орден «За мужество» III степени (2022, посмертно) — за личное мужество и самоотверженные действия, проявленные в защите государственного суверенитета и территориальной целостности Украины, верность военной присяге[4].
- Медаль «Защитнику Отчизны» (2 октября 2017) — за проявленные в защите государственных интересов личные мужество и отвагу, укрепление обороноспособности и безопасности Украины.